# 朝からRADIO
朝からRADIO（あさからラジオ）は、2006年4月3日からIBC岩手放送で放送されているラジオ番組である。放送時間は平日 6:30 - 11:00。

## 担当パーソナリティ

### 現在
- 菊池幸見（月曜・火曜）
- 村松文代（水曜・木曜）[1]
- 風見好栄（金曜、2021年4月 - ）

### 過去
| 期間      | 期間      | 月曜・火曜 | 水曜     | 木曜     | 金曜     |
| --------- | --------- | ---------- | -------- | -------- | -------- |
| 2006.4.3  | 2009.3.27 | 菊池幸見   | 菊池幸見 | 菊池幸見 | 照井健   |
| 2009.3.30 | 2015.3.27 | 菊池幸見   | 菊池幸見 | 村松文代 | 村松文代 |
| 2015.3.30 | 2021.3.26 | 菊池幸見   | 村松文代 | 村松文代 | 村松文代 |
| 2021.3.29 | 現在      | 菊池幸見   | 村松文代 | 村松文代 | 風見好栄 |

### 代役
- 照井健（2011年1月7日、村松文代が風邪で休んだため代役、2015年11月19日、村松文代が声が出にくい状態のため代役）
- 瀬谷佳子（2010年12月6日・2011年12月5日、菊池が盛岡文士劇出演のため代役）
- 甲斐谷望（2015年11月5日・6日、村松文代の代役）
- 神山浩樹（2015年11月20日・2018年2月2日、村松文代が声が出にくい状態のため代役、2025年7月24日、村松文代がIBCカップ（ゴルフの大会）の取材のため代役）
- 川島有貴（2025年2月5日、村松文代の代役、2025年5月6日、菊池幸見の代役）
- 風見好栄（2025年5月5日、菊池幸見の代役）

## 主なコーナー
9:00 - 11:00の時間帯は、かつてカシオペアFMで再送信されていた関係上、当該時間帯（午前帯）のJRNとNRNのテープネット番組は当番組に内含せず、11時・12時台に集約して放送している。ただし、11・12時台に特別番組が放送される日は『朝からRADIO』を休止または短縮し、当該帯のテープネット番組を一部9時・10時台に移動させる場合がある。
（自社制作生コーナーのみ、ハコものは除く。）

### 第1部
- 6:30 - オープニング（オープニングの最後に、菊池「11時までです、よろしくお付き合いください。」、村松「11時まで元気をお届けします。」、風見「11時まで生放送でお送りします。」と言う。）
- 6:32 - 岩手日報ヘッドラインニュース（2009年3月までの題名は「地球まるごとホットメニュー」）
- 6:40 - 天気予報
- 6:43 - ジャパネットたかた朝のラジオショッピング（祝日の場合は休止）
- 6:52 - ENEOSプレゼンツ あさナビ（黒木瞳） 2019年4月から2023年9月まで、ネット打ち切り後は、メール紹介と曲が流れる。
- 7:00 - 岩手日報IBCニュース・天気予報
- 7:05 - 道路情報
- 7:10 - お早う!ニュースネットワーク（飯田浩司（ニッポン放送アナウンサー）、日替わり専門家）
- 7:25 - 日報・僕の作文・私の作文
- 7:40 - 岩手日報スポーツニュース
- 7:45 - 歌のない歌謡曲
  - 担当は今井日奈子（2023年10月から）。全ての曜日が録音放送。途中7:52に天気予報挿入。
- 8:00 - 話題のアンテナ 日本全国8時です（森本毅郎、遠藤泰子、日替わりゲスト）
- 8:14 - 岩手日報IBCニュース・天気予報・道路情報
- 8:20 - SUZUKIハッピーモーニング 羽田美智子のいってらっしゃい
- 8:25 - 武田鉄矢・今朝の三枚おろし
- 8:35 - 岩手県警察からの交通安全一口メモ・交通取締情報
- 8:37 - 交通情報
- 8:45 - 
  - ラジオGOLFNAVI（水）
  - 道の駅情報（木（第1週・第3週）：道の駅にしね・金（第2週・第4週）：道の駅雫石あねっこ）
  - 雫石町情報（金（第1週・第3週）
- 8:52 - 移動献血車情報

### 第2部
- 9:00 - 岩手日報IBCニュース・天気予報
- 9:10 - ジャパネットたかたラジオショッピング（祝日の場合は休止）
- 9:20 - （月・火）朝の方言詩
  - 幸見アナが出張・休暇で不在で別のIBCアナが当番組担当の場合、コーナースポンサー付き曜日は録音、無しの曜日はコーナー休止。
  - （木）いわちく週末お買い得情報
- 9:22 - （金）産直フレッシュ情報
- 9:30 - （第2週・第4週 金）お花で癒しの金曜日
- 9:43 - ラジオショッピング（各社）
- 9:50 - 東京マーケット情報（祝日の場合は休止）
- 9:55 - （月）NEXCOハイウェイナビ
- 10:00 - 岩手日報IBCニュース・天気予報
- 10:05 - 開運!盛岡駅前探偵団[2]
- 10:15 - 先取りランチタイム[3]
- 10:20 - 朝ラジ エンターテイメント情報（日替わりコーナー、「おじさん白書」時代のコーナーが一部ここに移動）
- 10:40 - それ行け!684（月曜はコーナー休止し、「クルマ買い取り専門店ティーバイティー情報」を放送　提供：花巻・北上有名店グループ各社）
- 10:47 - 今日の園芸市況速報（提供：JA全農いわて、祝日・市場休業日の場合は休止）
- 10:52 - 岩手県警からの交通安全一口メモ&交通取締情報
- 10:57 - エンディング

## 主な特色
- かつては二戸地区におけるIBCラジオ難聴取対策として、カシオペアFMが6:30 - 7:00に加え9:00 - 11:00の時間帯を再送信していた。2016年12月23日に折爪岳のIBCFM補完中継局が開局したことなどから、カシオペアFMでの『朝からRADIO』の再送信は2017年3月31日をもって一旦終了し同時間帯は同年4月3日よりJ-WAVEの再送信に切り替えられたが、2018年4月2日からは6:30 - 7:00に限り『朝からRADIO』の再送信が再開された。
- 2011年3月14日以降しばらくの間は東日本大震災関連報道特番のため番組内容を一部変更。通常は4時間半枠全てパーソナリティー一人だが、当分の間10時台は「震災情報いわて~ふるさとは負けない!」をテレビと同時生放送で編成する関係上、9時からの第2部はIBCアナが日替わりでもう1名加わりWパーソナリティーで放送していた（IBCサイト上でもストリーミング同時配信を実施）。このため一部休止・時間移動となるレギュラーコーナーあったが、現在はほぼ通常通り放送されている。